# Emilija Kokić

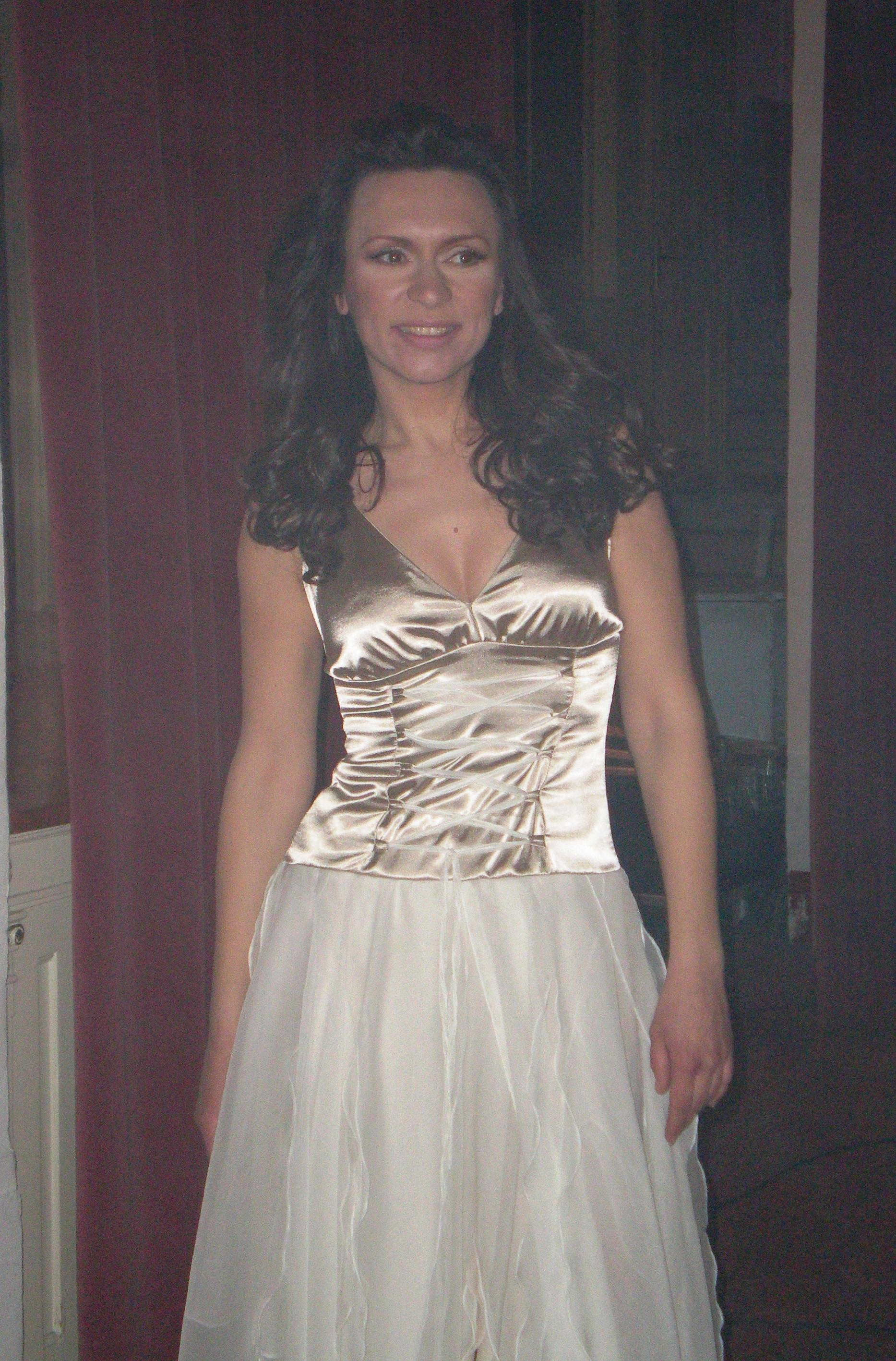
Emilija Kokić (2008)

Emilija Kokić (* 10. Mai 1968 in Zadar, SFR Jugoslawien) ist eine kroatische Pop- und Schlagersängerin. 

## Karriere
Kokić vertrat Jugoslawien als Leadsängerin der Gruppe Riva beim Grand Prix Eurovision de la Chanson  von 1989 und gewann mit dem Titel Rock Me. Nachdem sich Riva 1991 aufgelöst hatte, begann sie mit einer Solokarriere. Seit 1994 hat sie 5 Alben aufgenommen.
Im Duett mit dem Sänger Al Turner nahm Kokić an der kroatischen Vorentscheidung zum Eurovision Song Contest 2001 teil. Der Country-Song Ljepota, dessen Refrain in Englisch vorgetragen wurde, erreichte den zweiten Platz hinter der Siegerin Vanna. 2003 versuchte sie es erneut: Mit Zena od pepela landete sie im zweiten Halbfinale der Vorentscheidung auf Rang sieben und schied somit frühzeitig aus. Besser lief es 2008, als Kokić erneut im Halbfinale antrat und sich für das Finale qualifizieren konnte. Dort belegte sie mit Andjeo letztendlich Platz sechs. Im Jahre 2011 trat Kokić außer Konkurrenz beim Vorentscheid auf und sang Rock Me. Außerdem war sie Teil der Fachjury.

## Diskografie

### Alben
- 1996: Ostavi Trag
- 1999: S Moje Strane Svemira
- 2001: Ja Sam Tu
- 2008: Čime Sam Te Zaslužila

### EPs
- 1994: Emilija
- 1995: 100%

### Kompilationen
- 2004: Halo

### Singles (Auswahl)
- 1994: Javi Se
- 1995: Ja Sam Bila S Njim
- 1996: Ja Sam Vlak (mit Nina Badrić)